# 国土庁

国土庁（こくどちょう、National Land Agency）は、2001年1月6日まで存在した、国土利用に関する行政を行っていた中央省庁。庁の長は、国務大臣である国土庁長官。

## 前史・沿革
- 1972年（昭和47年）7月7日、田中角栄内閣発足。
  - 列島改造ブームが日本中を席捲。
- 1972年（昭和47年）7月18日、日本列島改造問題懇談会を設置。
- 1972年（昭和47年）12月19日、内閣に国土総合開発本部を設置。
- 1973年（昭和48年）1月19日、国土総合開発庁（仮称）の設置を閣議了解。
- 1974年（昭和49年）5月24日、国土総合開発庁設置法案審議の過程で新設庁の名称を国土庁と修正。
- 1974年（昭和49年）6月26日、国土庁発足（総理府の外局たる大臣庁）。
  - 母体となったのは、内閣国土総合開発本部（総理府国土総合開発対策室を含む）、経済企画庁（総合開発局）、首都圏整備委員会事務局、近畿圏整備本部、中部圏開発整備本部、建設省（計画局宅地部の一部）、自治省の一部（小笠原総合事務所）など。
  - 郵政省飯倉分館東側2階から4階までに入居。
    - 1983年（昭和58年）10月に、中央合同庁舎第5号館の23階から26階までに移転。
- 2001年（平成13年）1月6日、中央省庁再編の実施に伴い運輸省、建設省、北海道開発庁と統合して、国土交通省が発足。防災行政は内閣府に移管。

## 組織
- 長官官房
  - 水資源部
- 計画・調整局
- 土地局
- 大都市圏整備局
- 地方振興局
  - 東北開発室
- 防災局

## 歴代の国土庁長官など
- 辞令のある留任は個別の代として記載し、辞令のない留任は記載しない。
- 臨時代理は、大臣空位の場合のみ記載し、海外出張時等の一時不在代理は記載しない。

| 代                   | 氏名                 | 内閣                 | 在任期間                        | 兼務等                                                   |
| 国土庁長官（総理府） | 国土庁長官（総理府） | 国土庁長官（総理府） | 国土庁長官（総理府）            | 国土庁長官（総理府）                                     |
| -------------------- | -------------------- | -------------------- | ------------------------------- | -------------------------------------------------------- |
| 1                    | 西村英一             | 第2次田中角榮内閣    | 1974年6月26日 - 1974年11月11日  |                                                          |
| 2                    | 丹羽兵助             | 第2次田中角榮内閣    | 1974年11月11日 - 1974年12月9日  |                                                          |
| 3                    | 金丸信               | 三木内閣             | 1974年12月9日 - 1976年9月15日   |                                                          |
| 4                    | 天野光晴             | 三木内閣             | 1976年9月15日 - 1976年12月24日  |                                                          |
| 5                    | 田沢吉郎             | 福田赳夫内閣         | 1976年12月24日 - 1977年11月28日 |                                                          |
| 6                    | 櫻内義雄             | 福田赳夫内閣         | 1977年11月28日 - 1978年12月7日  | 建設大臣                                                 |
| 7                    | 中野四郎             | 第1次大平内閣        | 1978年12月7日 - 1979年11月9日   |                                                          |
| 8                    | 園田清充             | 第2次大平内閣        | 1979年11月9日 - 1980年7月17日   |                                                          |
| 9                    | 原健三郎             | 鈴木善幸内閣         | 1980年7月17日 - 1981年11月30日  | 北海道開発庁長官                                         |
| 10                   | 松野幸泰             | 鈴木善幸内閣         | 1981年11月30日 - 1982年11月27日 | 北海道開発庁長官                                         |
| 11                   | 加藤六月             | 第1次中曽根内閣      | 1982年11月27日 - 1983年12月27日 | 北海道開発庁長官                                         |
| 12                   | 稲村佐近四郎         | 第2次中曽根内閣      | 1983年12月27日 - 1984年11月1日  | 北海道開発庁長官                                         |
| 13                   | 河本嘉久蔵           | 第2次中曽根内閣      | 1984年11月1日 - 1985年12月28日  | 北海道開発庁長官                                         |
| 14                   | 山崎平八郎           | 第2次中曽根内閣      | 1985年12月28日 - 1986年7月22日  |                                                          |
| 15                   | 綿貫民輔             | 第3次中曽根内閣      | 1986年7月22日 - 1987年11月6日   | 北海道開発庁長官・沖縄開発庁長官                         |
| 16                   | 奥野誠亮             | 竹下内閣             | 1987年11月6日 - 1988年5月13日   |                                                          |
| 17                   | 内海英男             | 竹下内閣             | 1988年5月13日 - 1989年6月3日    |                                                          |
| 18                   | 野中英二             | 宇野内閣             | 1989年6月3日 - 1989年8月10日    |                                                          |
| 19                   | 石井一               | 第1次海部内閣        | 1989年8月10日 - 1990年2月28日   |                                                          |
| 20                   | 佐藤守良             | 第2次海部内閣        | 1990年2月28日 - 1990年12月29日  |                                                          |
| 21                   | 西田司               | 第2次海部内閣        | 1990年12月29日 - 1991年11月5日  |                                                          |
| 22                   | 東家嘉幸             | 宮澤内閣             | 1991年11月5日 - 1992年12月12日  |                                                          |
| 23                   | 井上孝               | 宮澤内閣             | 1992年12月12日 - 1993年8月9日   |                                                          |
| 24                   | 上原康助             | 細川内閣             | 1993年8月9日 - 1994年4月28日    | 北海道開発庁長官・沖縄開発庁長官                         |
| -                    | 羽田孜               | 羽田内閣             | 1994年4月28日                   | 内閣総理大臣による事務取扱                               |
| 25                   | 左藤恵               | 羽田内閣             | 1994年4月28日 - 1994年6月30日   |                                                          |
| 26                   | 小澤潔               | 村山内閣             | 1994年6月30日 - 1995年8月8日    | 北海道開発庁長官・沖縄開発庁長官（1995年1月20日以降）    |
| 27                   | 池端清一             | 村山内閣             | 1995年8月8日 - 1996年1月11日    |                                                          |
| 28                   | 鈴木和美             | 第1次橋本内閣        | 1996年1月11日 - 1996年11月7日   |                                                          |
| 29                   | 伊藤公介             | 第2次橋本内閣        | 1996年11月7日 - 1997年9月11日   |                                                          |
| 30                   | 亀井久興             | 第2次橋本内閣        | 1997年9月11日 - 1998年7月30日   |                                                          |
| 31                   | 柳澤伯夫             | 小渕内閣             | 1998年7月30日 - 1998年10月23日  |                                                          |
| 32                   | 井上吉夫             | 小渕内閣             | 1998年10月23日 - 1999年1月14日  | 北海道開発庁長官・沖縄開発庁長官                         |
| 33                   | 関谷勝嗣             | 小渕内閣             | 1999年1月14日 - 1999年10月5日   | 建設大臣                                                 |
| 34                   | 中山正暉             | 小渕内閣             | 1999年10月5日 - 2000年4月5日    | 建設大臣                                                 |
| 35                   | 中山正暉             | 第1次森内閣          | 2000年4月5日 - 2000年7月4日     | 建設大臣                                                 |
| 36                   | 扇千景（林寛子）     | 第2次森内閣          | 2000年7月4日 - 2001年1月6日     | 建設大臣 運輸大臣・北海道開発庁長官（2000年12月5日以降） |

### 国土事務次官
| 氏名       | 在任期間               | 前職                     | 退任後の役職                                            |
| ---------- | ---------------------- | ------------------------ | ------------------------------------------------------- |
| 橋口收     | 1974.6.26 - 1976.6.11  | 大蔵省主計局長           | 国土庁顧問、公正取引委員会委員長 広島銀行頭取、会長     |
| 中橋敬次郎 | 1976.6.11 - 1977.11.19 | 国税庁長官               | 地域振興整備公団総裁                                    |
| 下河辺淳   | 1977.11.19 - 1979.7.20 | 計画・調整局長           | 国土庁顧問、総合研究開発機構理事長 東京海上研究所理事長 |
| 河野正三   | 1979.7.20 - 1981.6.10  | 長官官房長               | 住宅金融公庫総裁                                        |
| 山岡一男   | 1981.6.10 - 1982.6.1   | 土地局長                 |                                                         |
| 福島量一   | 1982.6.1 - 1983.7.1    | 長官官房長               | 地域振興整備公団総裁、日本銀行監事                      |
| 宮繁護     | 1983.7.1 - 1984.7.1    | 長官官房長               | 日本道路公団総裁                                        |
| 石川周     | 1984.7.1 - 1985.7.30   | 長官官房長               |                                                         |
| 永田良雄   | 1985.7.30 - 1986.6.10  | 長官官房長               | 参議院議員                                              |
| 吉居時哉   | 1986.6.10 - 1988.6.28  | 長官官房長               |                                                         |
| 清水達雄   | 1988.6.28 - 1989.9.1   | 長官官房長               | 参議院議員                                              |
| 的場順三   | 1989.9.1 - 1990.9.13   | 内閣官房内閣内政審議室長 | 大和総研理事長 内閣官房副長官                           |
| 北村廣太郎 | 1990.9.13 - 1991.6.14  | 長官官房長               | 地域振興整備公団副総裁 阪神高速道路公団理事長           |
| 公文宏     | 1991.6.14 - 1992.6.23  | 内閣官房内閣内政審議室長 | 石油公団副総裁                                          |
| 藤原良一   | 1992.6.23 - 1993.7.2   | 長官官房長               | 本州四国連絡橋公団総裁                                  |
| 市川一朗   | 1993.7.2 - 1994.7.1    | 建設大臣官房総務審議官   | 参議院議員                                              |
| 藤原和人   | 1994.7.1 - 1995.6.22   | 長官官房長               | 農林漁業金融公庫副総裁 十八銀行頭取                     |
| 三井康壽   | 1995.6.22 - 1996.7.2   | 長官官房長               | 住宅金融支援機構副理事長                                |
| 竹内克伸   | 1996.7.2 - 1997.7.8    | 長官官房長               | 商工組合中央金庫副理事長 証券保管振替機構社長           |
| 近藤茂夫   | 1997.7.8 - 1999.7.13   | 長官官房長               | 内閣広報官 駐フィンランド大使                           |
| 久保田勇夫 | 1999.7.13 - 2000.6.30  | 長官官房長               | 都市基盤整備公団副総裁 西日本シティ銀行頭取             |
| 木下博夫   | 2000.6.30 - 2001.1.5   | 長官官房長               | 国土交通省顧問 阪神高速道路社長                         |